# Hanshan

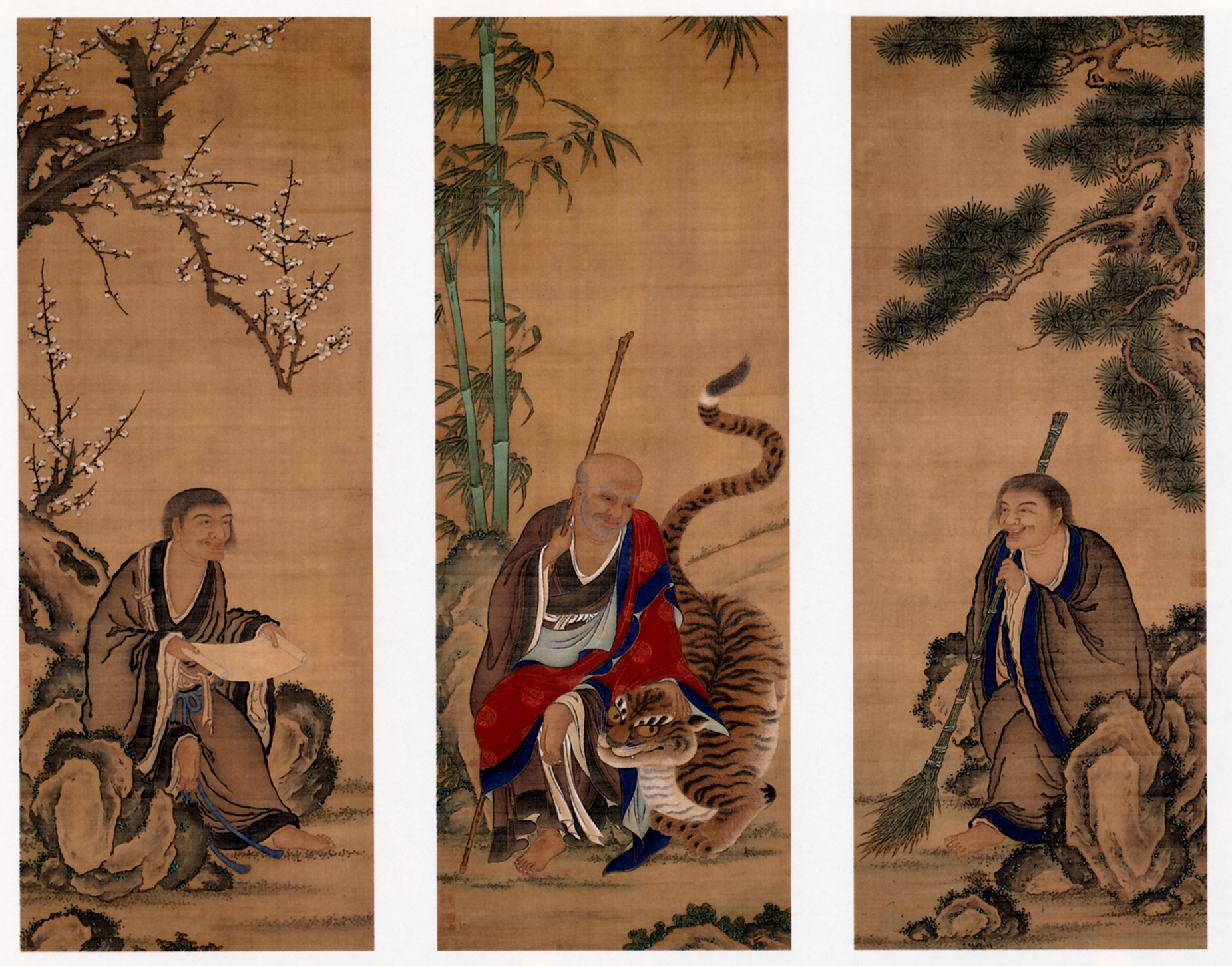
Fenggan, Hanshan y Shide. Rollo tríptico de seda japonés de mediados de la época Edo

Han Shan o Hanshan (chino: 寒山, pinyín: Hánshān, japonés: Kanzan), poeta chino de finales de la dinastía Tang (618-907).
Han Shan ("Monte Frío") es el nombre de uno o varios montes de la cordillera del Tiantai, en la actual provincia de Zhejiang, en China. También, por extensión, se llamó así a un poeta que se retiró a vivir hasta su muerte en esos montes.
De su existencia sólo se sabe lo que de ella se dice en sus versos. Hay una colección de algo más de 300 de sus poemas que, según el prólogo, mandó recopilar un funcionario llamado Lü Qiuyin. 
Sin embargo, los estudiosos creen que pudieron haber sido escritos por varias manos, a lo largo de bastante tiempo; es posible que la Colección de poemas de Han Shan incluya algunos de otros poetas que anduvieron por aquellos lugares.
Aunque igual puede decirse que era taoísta ferviente,[cita requerida] en Japón se hizo famoso sobre todo por sus tendencias Chán (禪: carácter chino del que deriva el japonés 禅 zen), y, con Fenggan y su amigo Shi De (Jittoku en japonés), moradores del templo de Guoqing, se convirtió en un tema clásico de la pintura nipona (véase a la derecha un ejemplo).

Me instalé en el Monte y cesaron los cuidados:

ya no ocupan mi mente pensamientos vanos;

más libre que las rocas donde inscribo versos,

me doy, cual barco sin amarras, a los hados.